# Кастроново (Л'Аквила)
Кастроново (итал. Castronovo) је насеље у Италији у округу Л'Аквила, региону Абруцо.
Према процени из 2011. у насељу је живело 199 становника. Насеље се налази на надморској висини од 521 м.